# Dear Snow
Dear Snow è un brano musicale del gruppo musicale giapponese Arashi, pubblicato come loro trentatreesimo singolo il 6 ottobre 2010. Il brano è incluso nell'album Beautiful World, tredicesimo lavoro del gruppo. Il singolo ha raggiunto la prima posizione della classifica Oricon dei singoli più venduti in Giappone, vendendo 598.588. Il singolo è stato certificato doppio disco di platino. Il brano è stato utilizzato come tema musicale del film Oooku, con Kazunari Ninomiya.

## Tracce
CD Singolo JACA-5243
1. Dear Snow
2. Time Capsule (タイムカプセル)
3. Dear Snow (Original Karaoke) (Dear Snow（オリジナル・カラオケ）)
4. Time Capsule (Original Karaoke) (タイムカプセル（オリジナル・カラオケ）)

## Classifiche
| Classifica (2010) | Posizione più alta |
| ----------------- | ------------------ |
| Giappone (Oricon) | 1                  |